# Crasnoe
Crasnoe (ryska: Красное) är en ort i Moldavien. Den ligger i distriktet Unitatea Teritorială din Stînga Nistrului, i den sydöstra delen av landet, i regionen Transnistrien. Crasnoe ligger 13 meter över havet och antalet invånare är 4 200.
Terrängen runt Crasnoe är platt. Trakten runt Crasnoe består till största delen av jordbruksmark.